# 2081 Sázava
2081 Sázava là một tiểu hành tinh vành đai chính với chu kỳ quỹ đạo là 1401.7176336 ngày (3.84 năm).
Nó được phát hiện ngày 27 tháng 2 năm 1976.